# Harry Noller
Harry Francis Noller (Oakland, Califórnia, 10 de junho de 1939) é um biologista molecular estadunidense. É desde 1992 diretor do Centro de Biologia Molecular do RNA da Universidade da Califórnia em Santa Cruz.